# 2019년 세계 군인 체육 대회

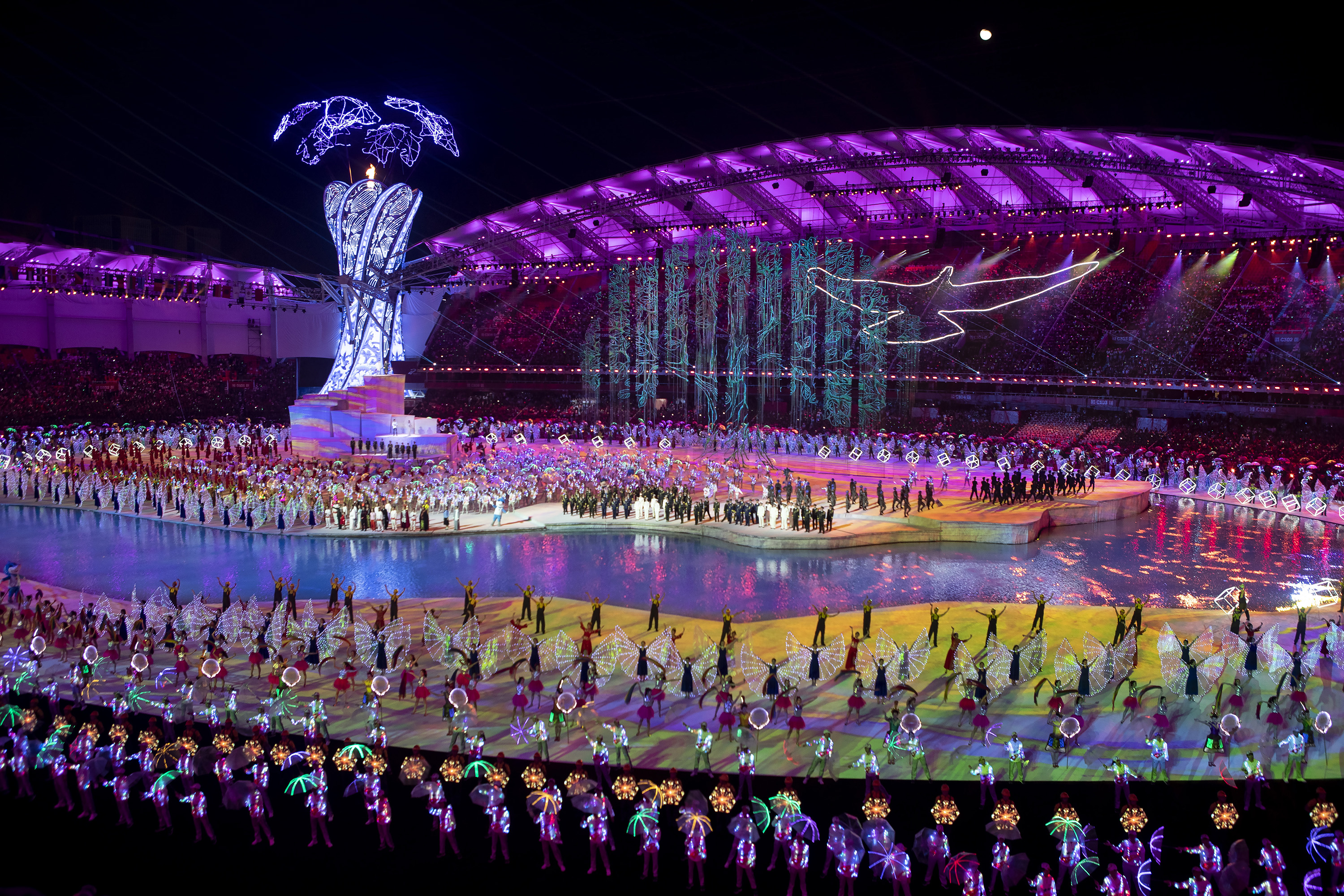

2019년 세계 군인 체육 대회는 2019년 10월 18일부터 10월 27일까지 중화인민공화국 우한시에서 개최된 7번째 세계 군인 체육 대회이다.